# درم‌اطلس
درم‌اطلس (انگلیسی: DermAtlas) یک وب‌گاه با دسترسی آزاد است که اختصاص به درماتولوژی داشته و زیرِ نظرِ دکتر «برنارد اِی. کوهن» و دکتر «کریستوف یو. لِمان» از دانشگاه جانز هاپکینز قرار دارد. هدف این وبگاه، ارائهٔ عکس‌های باکیفیت در قالب یک اطلسِ بیماری‌های پوست است؛ پایگاه داده‌هایی از تصاویر مربوط به بیماری‌های پوستی که با مشارکت پزشکانی از سرتاسر دنیا ویرایش می‌شود.
این پایگاه داده‌ها هم‌اکنون بیش از ۱۰٬۵۰۰ نگاره دارد که هم تصاویر بالینی و هم تصاویر بافت‌شناسی را شامل می‌شود و به‌ویژه تأکید و اهمیت خاصی را برای بیماری‌های پوستیِ کودکان قائل شده است.
این وبگاه یک بخش آزمونِ بیماری‌های پوست نیز دارد که مراجعه‌کنندگان می‌توانند با آن، دانش خود را نسبت به بیماری‌های پوست بسنجند.